# Sziámi krokodil
A sziámi krokodil (Crocodylus siamensis) a hüllők (Reptilia vagy Sauropsida) osztályába, a krokodilok (Crocodilia) rendjébe és a krokodilfélék (Crocodylidae) családjába tartozó faj.

## Előfordulása
Délkelet-Ázsia édesvizeinek lakója. Előfordulása bizonyított Kambodzsa, Malajzia és Vietnám területén, valamint Indonéziában (Borneó és Jáva szigetén). Thaiföldről minden valószínűség szerint kipusztult, de visszatelepítési programok kezdődtek ismételt meghonosítása érdekében. Elképzelhető, hogy Bruneiben, Laoszban és Mianmarban is élnek állományai. Édesvizekhez kötődik, főleg a lassú mozgású folyókat és állóvizeket kedveli. A borneói állomány egyes kutatók szerint a bordás krokodil (Crocodylus porosus) alfajaiból áll, mások önálló fajnak tekintik Crocodylus raninus néven.

## Megjelenése
A legnagyobb hímek legfeljebb 4 méteres hosszúságúra nőnek meg, de ritka a 3 méternél hosszabb példány. A sziámi krokodil meglehetősen hasonlít a vele egy élőhelyen is élő bordás krokodilra, különösen fiatal korában, de a felnőtt egyedeknek szélesebb az orra, torokpikkelyei pedig átlósabbak. A két faj egyébként kereszteződhet; a hibridek nagy termetűek.

## Életmódja
Főleg halakkal, kétéltűekkel és hüllőkkel táplálkozik, de feltehetően kisebb emlősöket is fogyaszt.

## Szaporodása
Az esős évszakban, április-május során kerül sor a párzásra. A nőstény fészekhalmot épít, ebbe rakja 20-50 tojását. A kis sziámi krokodilok mintegy 80 nap után kelnek ki, amiben anyjuk segít nekik, és szájában a vízhez szállítja őket. A fogságban élő krokodilok körülbelül tízéves korukban válnak ivaréretté.

## Természetvédelmi helyzete
A Természetvédelmi Világszövetség értékelése szerint súlyosan veszélyeztetett faj, mivel élettere jelentősen beszűkült és példányszáma is drasztikusan csökkent. Elsősorban élőhelyének pusztítása, illetve az illegális vadászat fenyegeti. Szerepel a CITES I. függelékében.